# Ayhan Tonça
Ayhan Tonca (Karaman, 1 december 1964) is een Nederlandse politicus en ambtenaar. Ayhan Tonca was gemeenteraadslid in Apeldoorn voor het CDA.

## Levensloop
Tonca kwam in 1970 als kind in een gastarbeidergezin naar Nederland. In 1993 studeerde hij af in Oosterse Talen en Culturen aan de Rijksuniversiteit Utrecht. Hij was vervolgens van 1994 tot 2003 opbouwwerker in Nijmegen en Apeldoorn. Ondertussen sloot hij zich aan bij het CDA en werd hij in 1998 namens deze partij raadslid in zijn woonplaats Apeldoorn. Van 2006 tot 2010 was hij fractievoorzitter. Momenteel is hij werkzaam als programmaleider grotestedenbeleid bij de provincie Overijssel.
Tegelijkertijd vervulde Tonca diverse bestuurlijke functies binnen verschillende belangenorganisaties van allochtonen en moslims. Zo is hij voorzitter van het Contactorgaan Moslims en Overheid (CMO) en de Turks Islamitische Culturele Federatie (TICF). Deze laatste organisatie is een in 1979 opgericht samenwerkingsverband van 143 gematigde moskeeën die nauw samenwerkt met Diyanet, het Turkse ministerie voor Godsdienstzaken. Diyanet zendt in overleg met de aan TICF verbonden Islamitische Stichting Nederland (ISN) imams uit naar Nederland. Het hoofddoel van TICF is "het in stand houden en verkondigen van het islamitische geloof en de Turkse cultuur in Nederland". Tonca was tevens voorzitter van het Inspraakorgaan Turken in Nederland (IOT), een stichting die de belangen behartigt van Turken in Nederland en overleg voert met de Nederlandse overheid.
Tonca heeft zich in verschillende politieke en bestuurlijke functies als een woordvoerder van de islamitische gemeenschap geuit voor een harmonieuze samenleving tussen moslims en niet-moslims. Een voorbeeld hiervan is onder andere het 'samenlevingscontract'. Na de moord op Theo van Gogh stelde Roel Kuiper (politicus van de ChristenUnie) samen met Tonca en rabbijn Raphael Evers dit ‘contract’ op.
Tonca kwam meerdere keren in het nieuws met conservatief-islamitische uitspraken. "Moslimvrouwen behoren een hoofddoekje te dragen. Als ze dat niet doen, begaan ze een zonde", liet hij optekenen in een interview met Trouw in 2003, daaraan toevoegend "maar wie ben ik om over anderen te oordelen?". In de kwestie rond de Deense cartoons over de profeet Mohammed stond hij op het standpunt dat de krant en de tekenaars moesten worden aangeklaagd. "Ik zou zeker naar de rechter stappen. Het is ontoelaatbaar om de profeet Mohammed te gebruiken in een spotprent", aldus Tonca in NRC Handelsblad.

## CDA
Tonca is sinds 1994 lid van het CDA. In 1998 werd hij verkozen als raadslid voor het CDA in Apeldoorn. Hij heeft (met een onderbreking van 1,5 jaar) 14,5 jaar in de raad van Apeldoorn gezeten. In de periode 2004-2010 was hij fractievoorzitter van het CDA en daarvoor vicevoorzitter van de gemeenteraad. Bij de gemeenteraadsverkiezingen van 2010 was hij lijstduwer, omdat bij het CDA de regel is na drie zittingsperiodes plaats gemaakt moet worden voor vernieuwing in de fractie. Hij werd wel met voorkeurstemmen verkozen, maar zag af van een zetel in de raad. In oktober 2011 nam hij alsnog een zetel in, die vacant was geworden. Na de verkiezingen van 2014 nam hij opnieuw afscheid van de gemeenteraad.
In 2006 was hij lid van de programmacommissie voor de Tweede Kamerverkiezingen van 2006. Sinds 2008 is hij lid van het Wetenschappelijk Instituut voor het CDA. Tonca heeft in 2010 een koninklijke onderscheiding gekregen voor zijn diensten voor de gemeenschap in Apeldoorn en de Nederlandse samenleving.

### Tweede Kamerverkiezingen 2006
In augustus 2006 werd bekend dat Tonca op een 35e plaats op de conceptkandidatenlijst van het CDA voor de Tweede Kamerverkiezingen 2006 was gekomen. Een maand later kwam hij in opspraak, omdat hij in het verleden herhaaldelijk de Armeense Genocide van 1915 had ontkend. Behalve Tonca waren ook de lager geplaatste CDA'er Osman Elmacı en de PvdA-kandidaat Erdinç Saçan onderwerp van deze discussie.
Na een uitzending van het tv-programma NOVA met een interview met Tonca en Elmacı en het daaropvolgende verschil van mening over deze kwestie besloot het CDA beide personen van de kandidatenlijst te schrappen. Enkele uren eerder had de PvdA hetzelfde gedaan met kandidaat Saçan.

## DENK
Op 16 december 2018 werd bekendgemaakt dat Tonca lijsttrekker is voor de Europese Parlementsverkiezingen voor de partij DENK in 2019. De partij behaalde geen zetels.